# Plocopsylla scotinomi
Plocopsylla scotinomi är en loppart som beskrevs av Tipton et Mendez 1966. Plocopsylla scotinomi ingår i släktet Plocopsylla och familjen Stephanocircidae. Inga underarter finns listade i Catalogue of Life.